# NGC 4619
NGC 4619 é uma galáxia espiral barrada (SBb/P) localizada na direcção da constelação de Canes Venatici. Possui uma declinação de +35° 03' 46" e uma ascensão recta de 12 horas, 41 minutos e 44,4 segundos.
A galáxia NGC 4619 foi descoberta em 1 de Maio de 1785 por William Herschel.